# 岩畠古墳
岩畠古墳（いわばたけこふん）は、山口県防府市岩畠にある古墳。形状は円墳と推定される。防府市指定史跡に指定されている。

## 概要
山口県南部、防府平野東部の多々良山南東麓に築造された古墳である。墳丘南側から東側にかけて道路が敷かれており、墳丘は大きく削平を受けている。
墳形は円形と推定され、現存直径10数メートル、推定復元直径20-30メートルを測る。埋葬施設は両袖式の横穴式石室で、南方向に開口する。石室全長10.1メートルを測る山口県内でも有数の規模の石室であり、石材には花崗岩の巨石が使用され、石室の形態には当地方の在地的な特徴が認められる。
築造時期は、古墳時代後期-終末期の6世紀末-7世紀前半頃と推定される。当地方で最大規模の在地性石室であるとともに、防府平野が畿内系石室（大日古墳）・九州系石室（鋳物師大師塚古墳など）の分布圏端に位置するなかでそれらに比肩する石室規模を有することから、当時の政治的情勢を考察するうえで重要視される古墳になる。
古墳域は2011年（平成23年）に防府市指定史跡に指定されている。なお、かつて本古墳の西側には別の古墳（通称：2号墳）が存在して須恵器が出土しているが、現在では失われている。

## 埋葬施設

石室俯瞰図

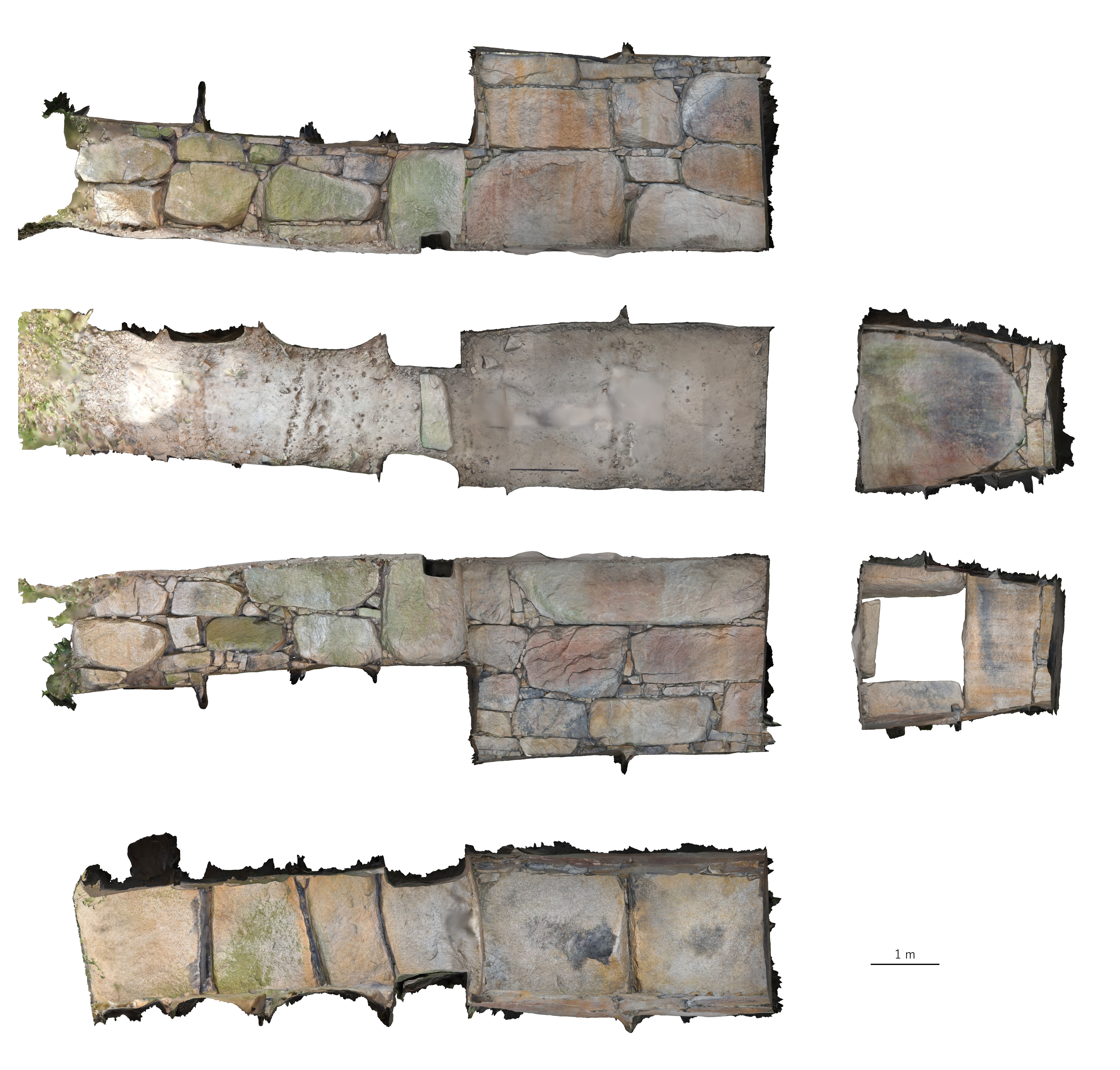
石室展開図

埋葬施設としては両袖式横穴式石室が構築されており、南方向に開口する。石室の規模は次の通り。
- 石室全長：10.1メートル
- 玄室：長さ4.5メートル、幅2.5メートル、高さ2.9メートル
- 羨道：長さ4.5メートル、幅1.8メートル、高さ1.6メートル

石室の石材には花崗岩の巨石が使用されている。奥壁はほとんど一枚石で、右側壁最下段も特に巨大な石である。天井石は2石。玄室と羨道の境目の床面には梱石と推定される石材があるが、原位置を保つかは明らかでない。
石室の形態としては、両袖式の平面形である点、側壁の内傾が小さい点、大石の間に小石を詰める点に当地方の在地性石室の特徴が認められるが、本古墳の場合にはそれらの中でも特に規模・石材が大きい石室になる。

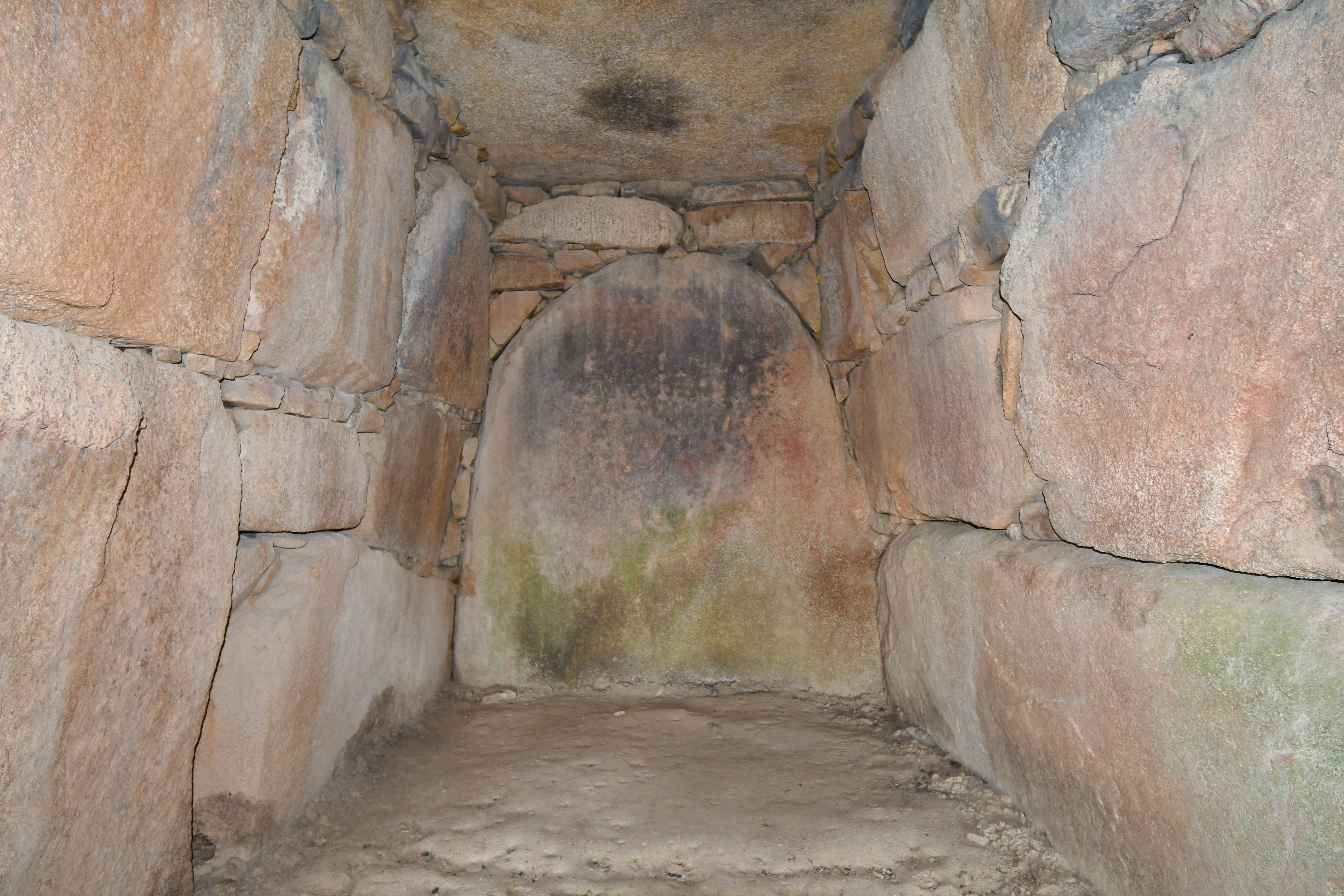
玄室（奥壁方向）
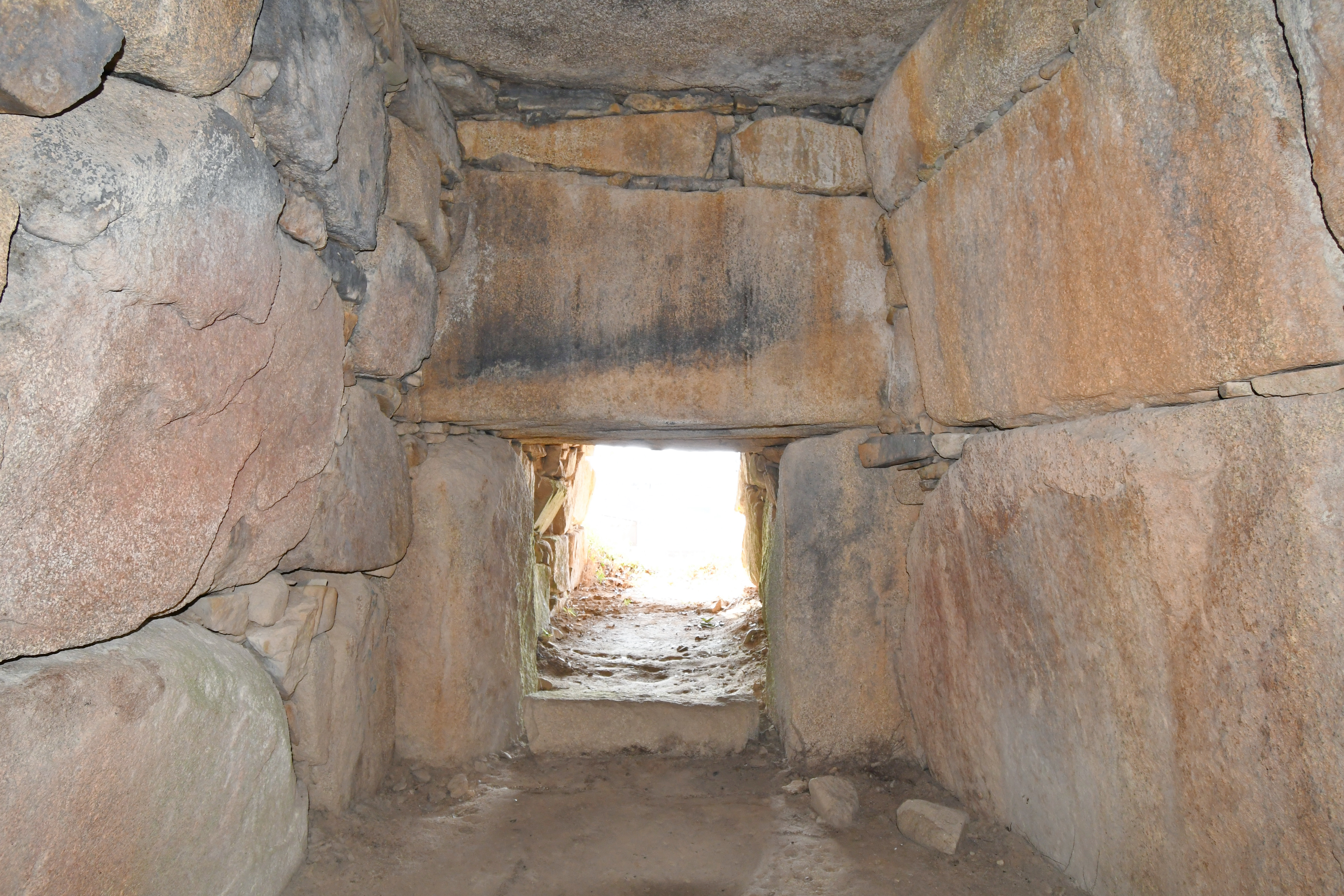
玄室（開口部方向）
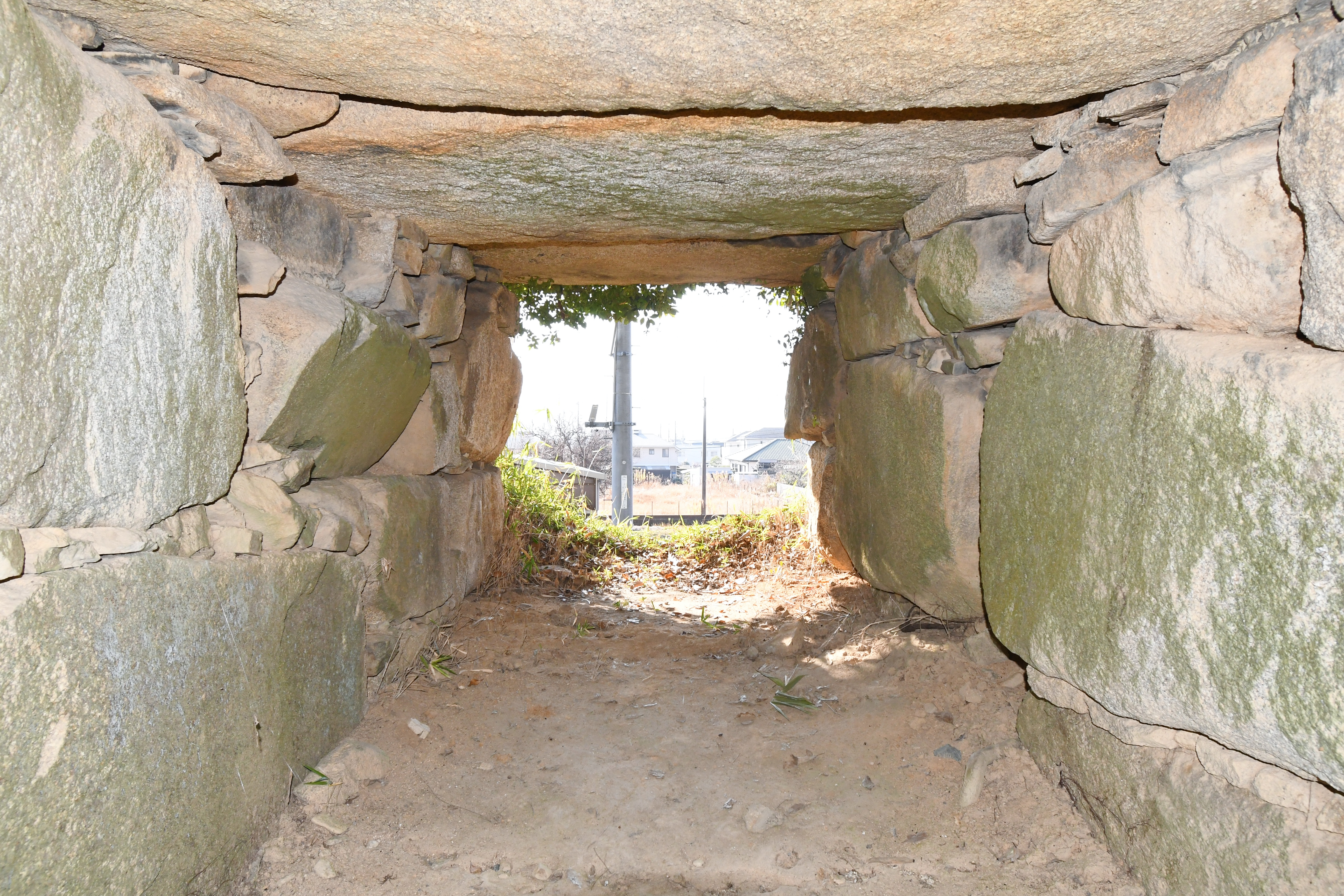
羨道（開口部方向）
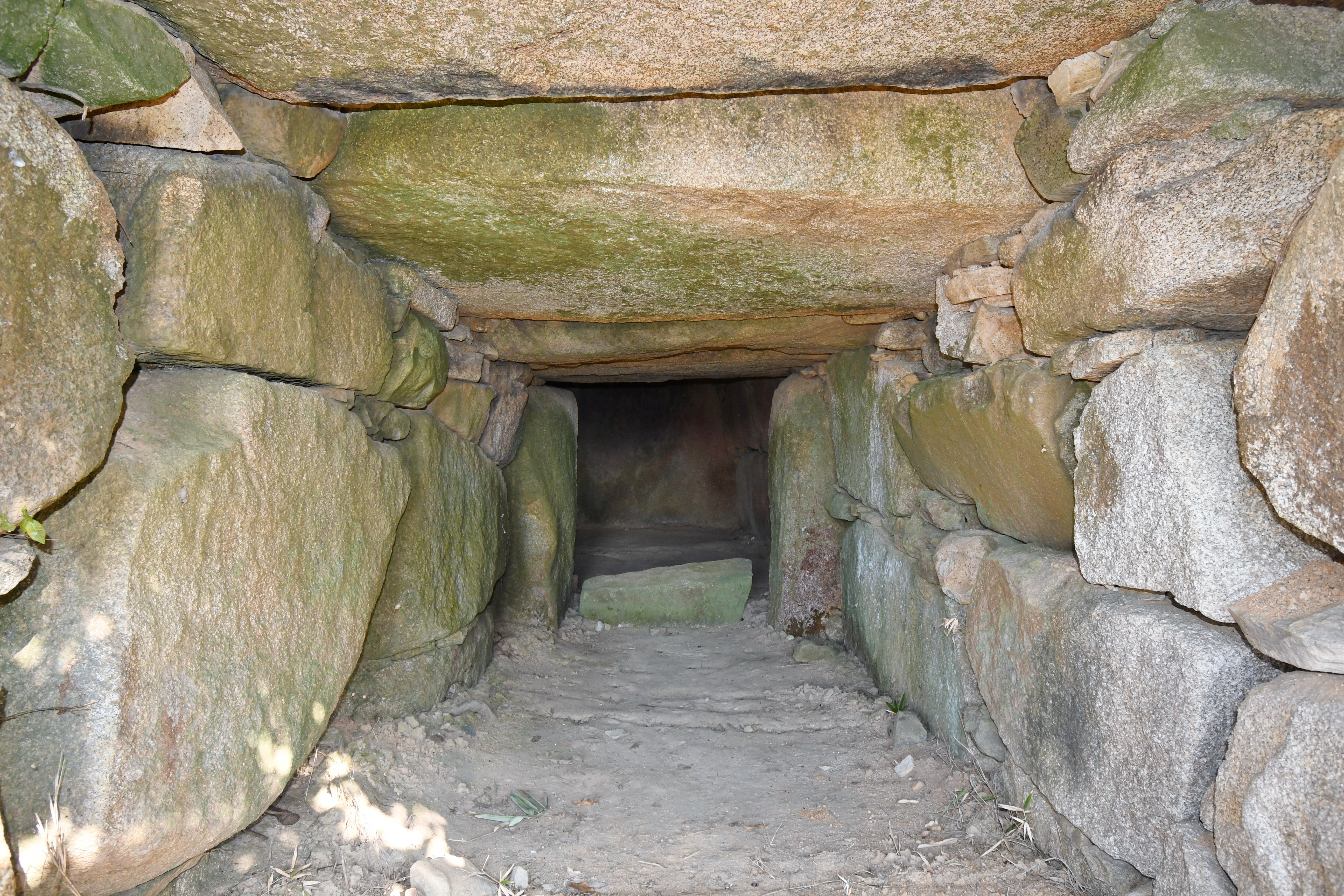
羨道（玄室方向）
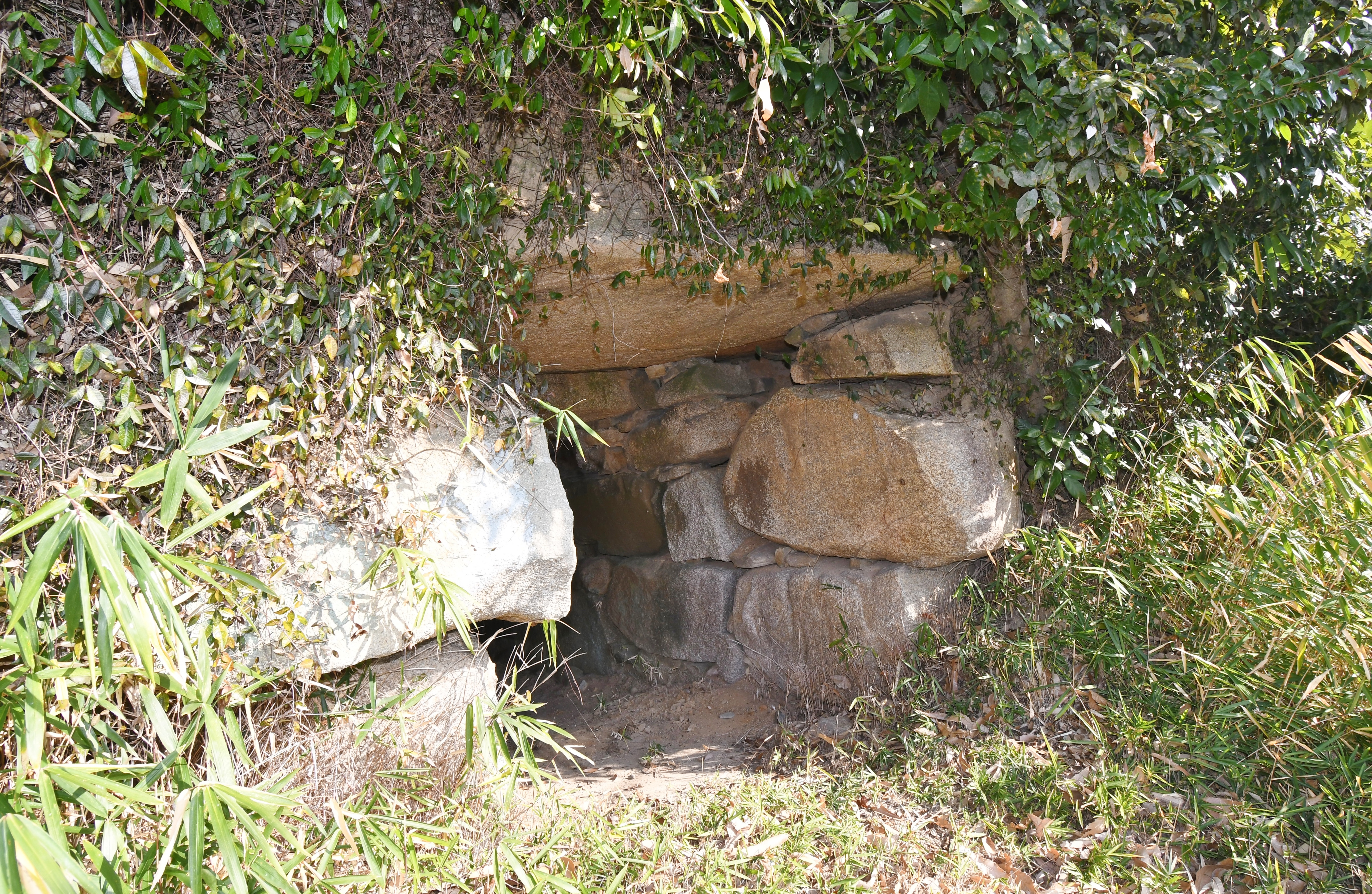
開口部

## 文化財

### 防府市指定文化財
- 史跡
  - 岩畠古墳 - 2011年（平成23年）5月13日指定[3]。